# 王雲 (弘治進士)
王雲（1465年—？），字天章，山東青州府諸城縣人，軍籍，明朝政治人物。

## 生平
弘治二年（1489年）己酉科山東鄉試第九名舉人。弘治十五年（1502年）中式壬戌科會試第二百八十一名，二甲第八十八名進士。官浙江严州府知府，正德十五年（1520年）六月考察。

## 家族
曾祖王希魯；祖父王順；父王通，母杜氏。具庆下。弟霓、霁。